# Cens de Palestina de 1922
El cens de Palestina de 1922 va ser el primer cens elaborat per les autoritats del Mandat Britànic de Palestina, el 23 d'octubre de 1922.
La població registrada era de 757.182 habitants, inclosos els militars i les persones de nacionalitat estrangera. La divisió en grups religiosos era 590.390 musulmans, 83.694 jueus, 73.024 cristians, 7.028 drusos, 408 sikhs, 265 bahais, 156 metawalis i 163 samaritans.

## Elaboració
Els cens realitzats per l'Imperi Otomà, l'últim en 1914, ho havien estat amb la finalitat d'imposar imposts o la localització dels homes per al servei militar. Per aquesta raó, l'anunci d'un cens era impopular i es va fer un esforç amb antelació per tranquil·litzar la població. Això es creu que va ser un èxit, excepte en el cas dels beduïns del subdistricte de Beerxeva, que es van negar a cooperar. Un gran nombre d'enquestadors del cens, sota la supervisió de 296 operadors de revisió i enumeradors, van visitar cada habitatge, amb arranjaments especials realitzats per persones que no tenen direcció fixa. Allà on era possible, les cases eren visitades per un empadronador de la mateixa religió que els ocupants.
Els beduïns no cooperatius del Districte Sud es van comptar aproximadament comptant les llars i els registres de delme, el que porta a una estimació de 72,898 persones per a aquest sector.
Un nombre de llogarets a la zona fronterera del nord no es van enumerar, ja que encara estaven sota control francès, tot i estar a Palestina segons l'acord fronterer franco-britànic de 1920. El cens no cobria cap part de Transjordània.

## Publicació
Un resum dels resultats del cens es va publicar en un volum:
- J. B. Barron. Palestine: Report and General Abstracts of the Census of 1922.  Government of Palestine, 1923. (58 pàgines)

Conté la població de cada poble dividida per religió i sexe, i resums per a cada districte i tot el país. També hi ha taules amb recomptes de població segons la denominació cristiana, edat, estat civil, i llengua.